# Grönländische Frauen-Handballnationalmannschaft
Die grönländische Frauen-Handballnationalmannschaft vertritt Grönland bei internationalen Turnieren im Frauenhandball.

## Geschichte
Die grönländische Mannschaft ist seit 1998 Mitglied der Internationalen Handballföderation und gehört der Handballkonföderation Nordamerikas und der Karibik an. Sie hat sich bisher (2023) für zwei Weltmeisterschaften qualifiziert und gewann einmal die Nordamerikanische und karibische Handballmeisterschaft der Frauen.
Grönland hatte bereits 1980 und 1996 insgesamt sechs inoffizielle Länderspiele gegen die Färöer und Island absolviert. Nach dem Beitritt zur Internationalen Handballföderation nahm die Mannschaft im Jahr 1999 erstmals an der Panamerikameisterschaft teil. Bei der Panamerikameisterschaft 2000 gelang die Qualifikation für die Weltmeisterschaft 2001, wo die Mannschaft nur den letzten Platz erreichte. Anschließend gab es bis 2015 keine Nationalmannschaft mehr. Erst bei der erstmals ausgetragenen Nordamerikanischen und karibischen Meisterschaft 2015 nahm Grönland wieder teil und qualifizierte sich für die Panamerikameisterschaft 2015. Bei der Nordamerikanischen und karibischen Meisterschaft 2017 landete Grönland auf dem letzten Platz und konnte somit auch nicht an der letztmals ausgetragenen Panamerikameisterschaft 2017 teilnehmen. Bei den Nordamerikanischen und karibischen Meisterschaften 2019 und 2021 verpasste Grönland die Qualifikation für die Weltmeisterschaft trotz Podiumsplätzen. Bei der in Grönland ausgetragenen Nordamerikanischen und karibischen Meisterschaft 2023 konnte die Mannschaft gewinnen und sich erstmals seit 22 Jahren wieder für eine Weltmeisterschaft qualifizieren. Dort verlor sie alle Spiele und belegte den 32. Platz unter 32 Teilnehmern.

## Platzierungen bei Meisterschaften

### Weltmeisterschaften
- Weltmeisterschaft 2001: 24. Platz (von 24)
- Weltmeisterschaft 2023: 32. Platz (von 32)
Team: Ivalu Bjerge (7/28), Nivi Fly (5/0), Ane-Sofiannguaq Frederiksen (4/3), Josefine Gadgaard (7/7), Lykke Frank Hansen (7/13), Andrea Heilmann (7/6), Anja Heilmann (7/7), Aviaaja Heilmann (4/0), Ivaana Holm (7/14), Aviana Kâjangmat (6/10), Rina Lorentzen (5/0), Nuunu Lukassen (6/7), Nukaaka Lyberth (3/4), Ivâna Meincke (4/2), Aili Paneeraq Pedersen (7/4), Nivi Petersen (6/8), Sandra Rothberg (7/8), Sascha Zeeb (7/9)[1]
Trainer: Anders Friis

### Panamerikameisterschaften
- Panamerikameisterschaft 1999: 5. Platz (von 6)
- Panamerikameisterschaft 2000: 3. Platz (von 6)
- Panamerikameisterschaft 2015: 6. Platz (von 12)

### Nordamerikameisterschaften
- Nordamerikanische und karibische Meisterschaft 2015: 4. Platz (von 6)
- Nordamerikanische und karibische Meisterschaft 2017: 4. Platz (von 4)
- Nordamerikanische und karibische Meisterschaft 2019: 3. Platz (von 7)
- Nordamerikanische und karibische Meisterschaft 2021: 2. Platz (von 4)
- Nordamerikanische und karibische Meisterschaft 2023: 1. Platz (von 5)

## Kader

### Handball-Weltmeisterschaft 2001
- Kista Isaksen (28)
- Rita Egede (34)
- Ella Grødem (24)
- Arnarissoq Jakobsen (27)
- Karen Marie Kyed (28)
- Naja Frank Hansen (21)
- Ivalu Kleist (27)
- Mai Hygum Andersen (19)
- Bodil Krunderup (30)
- Kamilla Jensen (28)
- Laila Skyttle (24)
- Marianne Clausen (28)
- Pilunnguaq Magnussen (21)
- Linda Lyberth (18)
- Nivi Heilmann (22)
- Ulla Nielsen (35)

Quelle:

### Handball-Weltmeisterschaft 2023
| Nr.     | Name                        | Position | Geburtsjahr | Verein                 |
| ------- | --------------------------- | -------- | ----------- | ---------------------- |
| 16      | Rina Lorentzen              | TW       | 1991        | GSS Nuuk               |
| 12      | Nivi Fly                    | TW       | 1989        | GSS Nuuk               |
| 18      | Aviaaja Heilmann            | TW       | 1989        | GSS Nuuk               |
| 5       | Ivâna Meincke               | KR       | 1995        | Stjarnan               |
| 26      | Ivaana Holm                 | KR       | 1990        | GSS Nuuk               |
| 15      | Sandra Rothberg             | KR       | 2000        | GSS Nuuk               |
| 19      | Nukaaka Lyberth             | KR       | 2001        | Eiðis Bóltfelag        |
| 8       | Ane-Sofiannguaq Frederiksen | RA       | 2001        | Silkeborg-Voel KFUM    |
| 4       | Anja Heilmann               | RA       | 1997        | GSS Nuuk               |
| 2       | Nuunu Lukassen              | RA       | 1999        | Søndermarkens IK       |
| 79      | Sascha Zeeb                 | LA       | 1990        | GSS Nuuk               |
| 7       | Aviana Kâjangmat            | LA       | 2000        | Silkeborg-Voel KFUM    |
| 10      | Josefine Gadgaard           | RR       | 1994        | Ejstrup Hærvejen       |
| 21      | Aili Pedersen               | RL       | 1993        | GSS Nuuk               |
| 17      | Lykke Frank Hansen          | RL       | 1988        | Fredericia HK          |
| 3       | Andrea Heilmann             | LA       | 1988        | GSS Nuuk               |
| 13      | Ivalu Bjerge                | RL       | 2000        | NSK Håndbold Krunderup |
| 14      | Nivi Petersen               | RL       | 2000        | Silkeborg-Voel KFUM    |
| Reserve |                             |          |             |                        |
| 22      | Najaaja Heilmann            | RM       | 1992        | GSS Nuuk               |
| 33      | Ajla Jørgensen Knudsen      | RL       | 2006        | GSS Nuuk               |
| 20      | Tanja Kristiansen           | RL       | 2003        | GSS Nuuk               |
| 1       | Maja Motzfeldt-Skovgaard    | TW       | 2003        | SAK Sisimiut           |
| 23      | Pilunnguaq Wille            | LA       | 1999        | GSS Nuuk               |

Quellen: